# Петросян Артур Грайрович
Артур Грайрович Петросян (вірм. Արթուր Հրայրի Պետրոսյան, нар. 17 грудня 1971, Гюмрі) — колишній вірменський футболіст, що грав на позиції півзахисника. Згодом — футбольний тренер, з 2018 року очолює тренерський штаб клубу «Лорі».

## Клубна кар'єра
У дорослому футболі дебютував 1989 року виступами за команду клубу «Ширак», в якій провів дев'ять сезонів, взявши участь у 276 матчах чемпіонату. Більшість часу, проведеного у складі «Ширака», був основним гравцем команди. У складі «Ширака» був одним з головних бомбардирів команди, маючи середню результативність на рівні 0,41 голу за гру першості.
Згодом з 1998 по 2000 рік грав у складі команд клубів «Маккабі» (Петах-Тіква), «Локомотив» (НН) та «Ширак».
Своєю грою за останню команду привернув увагу представників тренерського штабу клубу «Янг Бойз», до складу якого приєднався 2000 року. Відіграв за бернську команду наступні три сезони своєї ігрової кар'єри. Граючи у складі «Янг Бойз» також здебільшого виходив на поле в основному складі команди.
У 2003 році перейшов до клубу «Цюрих», за який відіграв 3 сезони. В новому клубі був серед найкращих голеодорів, відзначаючись забитим голом в середньому щонайменше у кожній третій грі чемпіонату. Завершив професійну кар'єру футболіста виступами за команду «Цюрих» у 2006 році

## Виступи за збірну
У 1992 році дебютував в офіційних матчах у складі національної збірної Вірменії. Протягом кар'єри у національній команді, яка тривала 13 років, провів у формі головної команди країни 70 матчів, забивши 11 голів.

## Тренерська кар'єра
2010 року розпочав тренерську роботу, ставши тренером молодіжної команди свого останнього професійного клубу, швейцарського «Цюриха».
2016 року був призначений головним тренером національної збірної Вірменії. Пропрацював на цій посаді до 2018 року, після чого розпочав самостійну роботу на клубному рівні, очоливши команду «Лорі».

## Титули і досягнення
- Чемпіон Вірменії (4):

«Ширак»: 1992, 1994, 1995, 1999
- Володар Суперкубка Вірменії (2):

«Ширак»: 1996, 1999
- Чемпіон Швейцарії (1):

«Цюрих»: 2005-06
- Володар Кубка Швейцарії (1):

«Цюрих»: 2004-05